# Palinuro (A 5311)

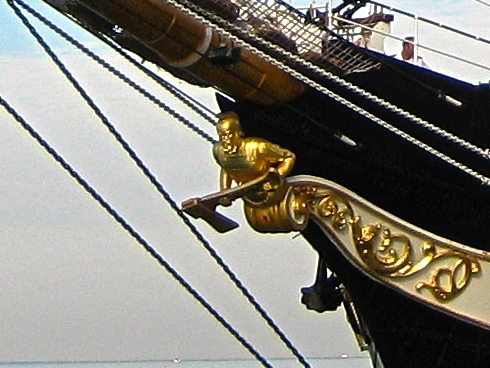
Particolare: La polena a prua raffigurante il nocchiero

La bergantina Palinuro è una nave scuola della Marina Militare Italiana. In linea di massima viene impiegata a favore degli allievi sottufficiali, di qualsiasi categoria e specialità, frequentanti il corso normale marescialli presso la Scuola sottufficiali di Taranto, e degli allievi della Scuola navale militare "Francesco Morosini" di Venezia.

## Storia
Costruita nei cantieri di Nantes in Francia e varata nella primavera del 1934, con il nome Commandant Louis Richard, per una società privata. Per problemi di costi il veliero, che era progettato per essere una bergantina, fu invece inizialmente armato a scuna con 3 alberi a vele auriche e venne adibito alla pesca e al trasporto del merluzzo nei banchi di Terranova, partendo dal porto di Saint-Malo. Nel 1951 venne acquistata dall'Italia per affiancarla all'Amerigo Vespucci nel ruolo di nave scuola, in sostituzione del Cristoforo Colombo, ceduto all'Unione Sovietica in conto riparazioni danni di guerra, e della Ebe, in procinto d'essere posta in disarmo. La nave, dopo l'acquisto, venne avviata ai lavori di trasformazione per essere adibita a nave scuola per gli allievi sottufficiali nocchieri, motoristi e nocchieri di porto (2019) della Scuola Sottufficiali di La Maddalena. Al termine di questi lavori, avvenuti presso il cantiere navale di Castellammare di Stabia e l'Arsenale di La Spezia, la nave entrò in servizio, stavolta in configurazione da bergantina, nella MMI il 16 luglio 1955, ribattezzata Palinuro in onore del mitico nocchiero di Enea nell'Eneide di Virgilio. Il motto della nave è Faventibus ventis ("Col favore dei venti"). La nave ha inoltre effettuato una sosta manutentiva presso l'Arsenale di Messina nel 1984 - 1985.
Durante la sua attività, dal 1955 in poi, la Palinuro ha toccato la maggior parte dei porti del Mediterraneo, del Mar Nero e del Nord Europa (per un totale di 160 porti differenti, molti visitati più volte) e si stima che abbia percorso più di 300 000 miglia nautiche (al 2016), pari a circa quindici volte il giro del mondo. Ha inoltre preso parte ai più prestigiosi raduni di imbarcazioni e navi d'epoca e alle regate delle cosiddette “Tall Ships”, tra le quali la "Cutty Sark", "l'Amsterdam Sail" ed il raduno delle vele d'epoca di Imperia.
La sua base di assegnazione è La Maddalena (SS).

## Le Campagne Addestrative
Nave Palinuro ha compiuto in totale 59 Campagne Addestrative, di cui 10 in Oceano Atlantico.

## Fatti e Dati
Nave Palinuro, durante le campagne addestrative, ha toccato 160 porti diversi (tanti più di una volta), nel corso della sua storia ha percorso oltre 300.000 miglia nautiche, quasi 15 volte il giro del mondo.
Nave Palinuro è uscita per 10 volte dalle Colonne d’Ercole (Gibilterra), per cinque volte ha passato lo Stretto dei Dardanelli (1991, 1993, 2007, 2016, 2018), mentre per due volte nella sua storia è entrata in Mar Nero, attraversando lo Stretto del Bosforo (2016, 2018). Una sola volta nella sua storia ha attraversato il Canale di Corinto, esattamente il 22 agosto 2014.
Il record per la campagna più lunga temporalmente spetta a quella del 1987, con una durata di 200 giorni, dal 24 aprile al 10 novembre, per un totale di 20 porti visitati e 6925 miglia percorse, ma Il maggior numero di miglia percorse in una sola Campagna lo si è raggiunto invece nel 2002, con 12748 miglia in 192 giorni di campagna.
La navigazione più lunga temporalmente, di 290 ore (un po’ più di 12 giorni) con circa 1350 miglia percorse da Batumi (Georgia) ad Argostoli (Cefalonia – Grecia), risale al 2018; mentre quella più lunga in termini di distanza è del 2001 con 1473 miglia percorse in 10 giorni da Valencia a La Rochelle.
La più lunga navigazione continuativa a vela è stata di 150 ore e 12 minuti, durante la 54° Campagna Addestrativa del 2018 sulla tratta Taranto – Kos, che ha rappresentato anche il record di ore di moto a vela su singola tratta.
La campagna con il maggior numero di ore a vela è stata la campagna 2018 con oltre 600 ore.

## Dati tecnici[2]
- Scafo: in acciaio chiodato a ponte unico; lunghezza: 59 m (69 m fuori tutto), larghezza: 10 m, pescaggio: 4,8 m
- Alberatura: Tre alberi in acciaio più il bompresso; altezza degli alberi sul livello del mare, trinchetto: 35 m; maestro: 34,5 m; mezzana: 30 m.
- Superficie velica: circa 1000 m² divisi in 15 vele, vele quadre sul trinchetto, vele di taglio sui restanti alberi
- Apparato motore: un Motore Diesel GMT A230.6 444 KW (603,84 HP)

## Altre navi omonime
In passato altre navi hanno portato il nome Palinuro:
- la prima era una Corvetta che, costruita in Francia nel 1844 ed acquistata nel 1860, rimase in servizio fino al 1863;
- la seconda, una goletta varata a Castellammare di Stabia nel 1887;
- la terza, un rimorchiatore del 1929 che, rinominato Porto Palo, venne catturato dai tedeschi il 12 settembre 1943 ed affondato nel porto di Genova il 24 aprile 1945.
- la quarta fu una Nave Scuola che, entrata in servizio nella Regia Marina dalla Jugoslavia il 15 aprile 1941, quale preda di guerra, affiancò le navi scuola Vespucci e Colombo, costituendo il gruppo navi scuola. Dopo l'armistizio, partita da Trieste per raggiungere il Regno del Sud, non avendo carburante sufficiente dirottò su Ortona, dove venne sabotata dai tedeschi.